# Народжений
Народжений (англ. Begotten) — американський експериментальний фільм Едмунда Еліаса Меріджа 1989 року. Фільм став першою частиною запланованої трилогії, другу частину якої — 14-тихвилинний фільм «Шум небесних птахів» — було знято 2006 року.

## Сюжет
Фільм починається з появи персонажа «Бог», який став нікому не потрібен. Він розпорює собі живіт ножем і зрештою помирає. До його ще не остиглого тіла підходить жінка — «Мати Земля», яка робить йому мінет і зрошує себе божим сім'ям. Вона вагітніє і прямує геть у бік пустельного пейзажу. Внаслідок цього народжується її потворний син, який б'ється в конвульсіях. Вона залишає його лежати на землі і йде.
«Сина Землі» зустрічає група безликих кочівників, які спалюють його. «Мати Земля» зустрічає воскреслого сина, але кочівники ґвалтують її і вбивають. Син оплакує бездиханне тіло своєї матері. Незабаром після цього, кочівники розчленовують тіло «Матері Землі» і ховають її разом із сином. Місце поховання заростає травою і квітами. У фінальній сцені фільму «Мати Земля» та її син блукають лісом.

## Особливості
Сюжет фільму переплітається з біблійними історіями. У фільмі відсутні діалоги, що не завадило автору жорстко і безкомпромісно показати відчуття переживання та болю персонажів. Відсутній також і музичний супровід — замість нього протягом всього фільму звучать цвіркуни та інші звуки.
Фільм знято на чорно-білу плівку, а кожен кадр режисер перефотографував для посилення моторошної атмосфери. За словами Меріджа, для кожної хвилини екранного часу треба було десять годин роботи над кадрами. В результаті такої переробки фільм втратив усі сірі півтони: залишилися тільки чорні і тільки білі кольори. Іноді важко зрозуміти, що відбувається в певній сцені.

## В ролях
- Браян Зальцберґ — Бог, що убиває себе
- Донна Демпсі — Мати Земля
- Стівен Чарльз Беррі — Син Землі

## Критика
Критики зустріли фільм позитивно. Він набрав 67 % рейтингу на сайті Rotten Tomatoes. Сьюзен Зонтаґ назвала стрічку «одним з десяти найважливіших фільмів нашого часу», а штатний кінокритик TIME Річард Корлісс включив його до десятки найкращих фільмів року.

## Додаткові факти
- Початкову сцену фільму використано як обкладинку до міні-альбому Sounds of Decay шведського рок-гурту «Katatonia».
- 1997 року Мерідж зняв кліп на пісню «Cryptorchid» з альбому Antichrist Superstar гурту «Marilyn Manson», в якому використовував сцени з фільму[4]. Також він зняв кліп на пісню «Antichrist Superstar» (1996 року), але його було показано публіці лише через 14 років — 19 червня 2010 року.
- Існує фанатська версія кліпу на пісню шведської групи Silencer «Sterile Nails And Thunderbowels», яка є нарізкою з цього фільму.